# Fabaeformiscandona acuminata
Fabaeformiscandona acuminata är en kräftdjursart som först beskrevs av Fischer 1854.  Fabaeformiscandona acuminata ingår i släktet Fabaeformiscandona och familjen Candonidae. Inga underarter finns listade i Catalogue of Life.